# Keh Ouk
Samdech Preah Dhamalikhita Keh Ouk (tiếng Khmer: កែ អ៊ុក) là Đức Tăng Hoàng thứ II của hệ phái Mahanikaya Vương quốc Campuchia. Ông được tấn phong giáo phẩm Tăng Hoàng dưới thời trị của cố Quốc vương Norodom Sihanouk.

## Tiểu sử
Keh Ouk sinh vào Thứ Năm, ngày ?? tháng 11 năm 1851 (Tân Hợi PL. 2395) tại làng Kroul Khiev, huyện Ponhea Leu, tỉnh Kandal. Phụ thân thế danh là Keh, phụ mẫu thế danh là Mea, ông là cháu trai của Samdech Java Pok.
Năm 1860 (Canh Thân PL. 2404) lúc lên 10 tuổi, ông được phụ mẫu đưa đến trường học quốc ngữ và số học từ Hòa thượng Bổn sư Preah Pothivong Prak tại chùa Romdoul, huyện Oudong, tỉnh Kampong Speu cho đến khi ông hiểu biết thành thạo.
Năm 1865 (Ất Sửu PL. 2409) lúc lên 15 tuổi, ông xuất gia thọ giới Sadi tại chùa Romdoul, huyện Oudong, tỉnh Kampong Speu.
Năm 1872 (Nhâm Thân PL. 2416) lúc lên 22 tuổi, Ông thọ Đại giới Tỳ Kheo tại chùa Ounalom với Hòa thượng bổn sư là Đại lão Hòa thượng Nil Teang.
Lúc 20 giờ 30 phút. Thứ Bảy, ngày 20 tháng 06 năm 1936 (Bính Tý PL. 2480) ông qua đời. Hưởng thọ 85 tuổi đời, 63 tuổi đạo. Tro cốt của ông được tôn cất tại chùa Ounalom ở Campuchia.

## Giáo phẩm
Năm 1914 (Giáp Dần PL. 2458), Ông được tấn phong giáo phẩm là Quyền Tăng Trưởng vào tuổi 64.
Năm 1928 (Mậu Thìn PL. 2472), Ông được tấn phong giáo phẩm là Samdech Preah Dhamalikhita Sanghaneyok Serey Maha Sanghakij hệ phái Mahanikaya (Nhiệm kỳ Quyền Tăng Hoàng 15 năm) vào tuổi 75.